# Liste der denkmalgeschützten Objekte in Fendels
Die Liste der denkmalgeschützten Objekte in Fendels enthält die 6 denkmalgeschützten, unbeweglichen Objekte der Gemeinde Fendels.

## Denkmäler
| Foto |                 | Denkmal                                                                                      | Standort                                    | Beschreibung | Metadaten |
| ---- | --------------- | -------------------------------------------------------------------------------------------- | ------------------------------------------- | --- | --- |
| ja   | Datei hochladen | Dorfbrunnen hl. Martin HERIS-ID: 75775 Objekt-ID: 89281 TKK: 23796                           | Fendels 85, bei Standort KG: Fendels        | Der Dorfbrunnen besteht aus einem hölzernen, runden Brunnentrog und einer hölzernen Brunnensäule; darauf befindet sich eine Holzskulptur des hl. Martin von 1966 als Ersatz für die gestohlene barocke Originalstatue von Andreas Kölle aus dem Jahr 1736. | BDA-Hist.: Q38140247 Status: § 2a Stand der BDA-Liste: 2025-06-30 Name: Dorfbrunnen hl. Martin GstNr.: 1301 Dorfbrunnen hl. Martin, Fendels                                   |
| ja   | Datei hochladen | Kath. Pfarrkirche Mariä Himmelfahrt und Friedhof HERIS-ID: 75777 Objekt-ID: 89283 TKK: 23778 | Fendels 41, gegenüber Standort KG: Fendels  | Eine Kapelle wird für das 13. oder 14. Jahrhundert angenommen. Barocker Saalbau mit Südturm, geweiht 1778, 1891 zur Pfarrkirche erhoben. Gemalte Rokoko-Dekoration und Bilder in Medaillons im nazarenischen Stil von Josef Haun aus dem Jahre 1913. Altarbild Antonius vor Maria von Josef Zangerl aus dem Jahre 1776. Statuen von Josef Georg Witwer und von Josef Klemens Witwer. Statuen und Kanzel von Andreas Kölle. Die Orgel schuf Franz Reinisch II. 1907. | BDA-Hist.: Q38140259 Status: § 2a Stand der BDA-Liste: 2025-06-30 Name: Kath. Pfarrkirche Mariae Himmelfahrt und Friedhof GstNr.: 1307 Pfarrkirche Mariä Himmelfahrt, Fendels |
| ja   | Datei hochladen | Totenkapelle HERIS-ID: 75779 Objekt-ID: 89285 TKK: 41764                                     | Fendels 35, neben Standort KG: Fendels      | Die Friedhofskapelle wurde im Zuge der Friedhofserweiterung 1984/85 nach Plänen von Paul Illmer in einer Hangterrasse am nördlichen Rand des Friedhofs errichtet. Der Mauerbau mit schindelgedecktem Satteldach weist einen südseitig angestellten Glockenturm und innen einen offenen Dachstuhl auf. | BDA-Hist.: Q38140269 Status: § 2a Stand der BDA-Liste: 2025-06-30 Name: Totenkapelle GstNr.: 1307 Totenkapelle, Fendels                                                       |
| ja   | Datei hochladen | Kriegerdenkmal HERIS-ID: 75780 Objekt-ID: 89286 TKK: 23780                                   | Fendels 41, gegenüber Standort KG: Fendels  | Das Kriegerdenkmal für die Gefallenen des Ersten Weltkrieges ist eine Mauernische mit Pultdach am Turm an der südlichen Langhausseite der Pfarrkirche. In der Nische befindet sich ein barocker Säulenaltar, darunter sind Inschriftentafeln mit den Namen der Gefallenen angebracht. Das Fresko an der Rückwand mit den hll. Sebastian und Georg wurde 1938 von Carl Rieder geschaffen.                                                                            | BDA-Hist.: Q38140279 Status: § 2a Stand der BDA-Liste: 2025-06-30 Name: Kriegerdenkmal GstNr.: 1307 Kriegerdenkmal, Fendels                                                   |
| ja   | Datei hochladen | Lourdeskapelle HERIS-ID: 75783 Objekt-ID: 89289 TKK: 23788                                   | Standort KG: Fendels                        | Die in den Hang gebaute Kapelle aus unverputztem Bruchsteinmauerwerk mit einem Dach aus Steinplatten und einem Steinkreuz am Giebel wurde Anfang des 20. Jahrhunderts errichtet. In der vergitterten Nische befindet sich eine Lourdesgrotte. | BDA-Hist.: Q38140311 Status: § 2a Stand der BDA-Liste: 2025-06-30 Name: Lourdeskapelle GstNr.: 1355, 1359 Lourdeskapelle, Fendels                                             |
| ja   | Datei hochladen | Dorfkapelle HERIS-ID: 75784 Objekt-ID: 89290 TKK: 23787                                      | Fendels 1, in der Nähe Standort KG: Fendels | Der spätbarocke Mauerbau mit einer Vorhalle auf runden Mauersäulen und einem schindelgedeckten Satteldach stammt vom Ende des 18. Jahrhunderts. In der vergitterten, rundbogigen Nische befindet sich eine Pietà aus dem 18. Jahrhundert, die Wände sind mit spätbarocker Architekturmalerei sowie einer Heiliggeistdarstellung am Gewölbe und Engeln mit Leidenswerkzeugen an der Stirnwand geschmückt.                                                            | BDA-Hist.: Q38140340 Status: § 2a Stand der BDA-Liste: 2025-06-30 Name: Dorfkapelle GstNr.: 1219 Dorfkapelle Fendels                                                          |

## Ehemalige Denkmäler
| Foto |                 | Denkmal                                                   | Standort                        | Beschreibung | Metadaten                                                                                                 |
| ---- | --------------- | --------------------------------------------------------- | ------------------------------- | --- | --- |
| ja   | Datei hochladen | Widum HERIS-ID: 75781 Objekt-ID: 89287 TKK: 23786bis 2020 | Fendels 41 Standort KG: Fendels | Der barocke, zweigeschoßige Mauerbau mit Satteldach wurde Ende des 18. Jahrhunderts errichtet. Am Widum befindet sich eine Schnitzgruppe hl. Anna und hl. Maria von Andreas Kölle aus dem Jahre 1736. | BDA-Hist.: Q38140288 Status: § 2a Stand der BDA-Liste: 2020-02-29 Name: Widum GstNr.: 1313 Widum, Fendels |